# Schlageter-Denkmäler und -Namenspatenschaften

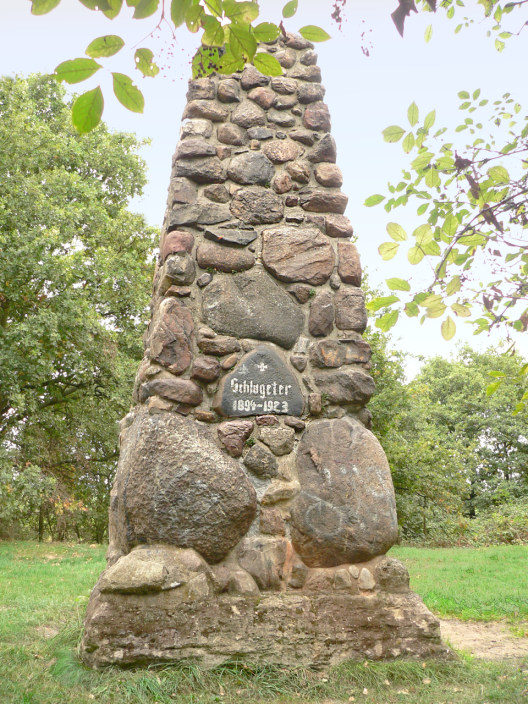
Schlageter-Denkmal auf dem Luhberg bei Peine

In der Stadt Bonn und vor den Korporationshäusern verteiltes HJ-Flugblatt (Juni 1934), Verbal-Angriff auf die katholischen Studentenverbindungen.

Der während der Ruhrbesetzung 1923 von der französischen Besatzungsmacht zum Tode verurteilte Albert Leo Schlageter wurde nach seiner Hinrichtung vor allem von rechten Kreisen zur Märtyrerfigur erhoben. Seit 1926 wurden erste Gedenkstätten errichtet. Der „Schlageter-Kult“ im nationalsozialistischen Deutschland führte zur Errichtung von schätzungsweise hundert Schlageter-Denkmälern, von denen noch etwa 20 existieren. Entsprechend wurden Straßen, Orte, Organisationen und Ähnliches oft nach Schlageter benannt. Nach 1945 wurden diese nach und nach in den meisten Fällen umbenannt. Die meisten Denkmäler existieren nur noch in rudimentären Resten oder sind weitgehend ungepflegt.

## Denkmäler
Eines der ersten Denkmäler für Schlageter wurde 1926 auf dem Höllenberg bei Visselhövede errichtet. Es trägt die Jahreszahl der Errichtung auf seiner Rückseite. Ein weiteres Denkmal wurde im Juli 1927 in (Wuppertal-)Elberfeld eingeweiht. In Elberfeld, von wo aus Schlageter seine Sabotageaktionen gegen die französischen Besatzungstruppen unternommen hatte, war sein Leichnam nach dessen Exhumierung im Juni 1923 zunächst in der dortigen Stadthalle aufgebahrt worden.
Das größte Denkmal für Schlageter war das „Schlageter-Nationaldenkmal“ auf der Golzheimer Heide bei Düsseldorf. Initiiert worden war es durch Kreise um den Posener Oberbürgermeister Ernst Wilms. Ludwig Hügen nennt den Cartellverband der katholischen deutschen Studentenverbindungen als treibende Kraft. Eingeweiht wurde das Denkmal innerhalb einer großen Aufmarschfläche am 23. Mai 1931. Es wurde vom Architekten Clemens Holzmeister entworfen und bestand aus einem 27 Meter hohen schlanken Stahlkreuz über einem großen Steinsarkophag, Hügen spricht von einem altarähnlichen Sockel. Dazu kamen ein unterirdischer Gedenkraum und ein kreisförmiger Hof in vier Metern Tiefe mit einem Durchmesser von 28 Metern. Das Denkmal wurde 1946 auf Veranlassung der britischen Besatzungsbehörden gesprengt. An der Stelle, an der das Denkmal stand, wurde 1958 am Rande des Nordfriedhofs das Mahnmal Drei Nornen des Bildhauers Jupp Rübsam für die Opfer des Feldes, der Heimat und des politischen Terrors errichtet.
An einer Veranstaltung beim Schlageter-Denkmal auf dem Kreuzberg bei Lohne zum zehnten Todestag von Albert Leo Schlageter, die am 28. Mai 1933 stattfand, nahmen ca. 5000 Personen teil, vor allem Angehörige des „Stahlhelm“-Bundes, der SA und der Hitler-Jugend.
88 der Schlageter-Denkmäler wurden durch Christian Fuhrmeister mit eventuellem Erhaltungszustand dokumentiert. Unter anderen sind zu nennen:

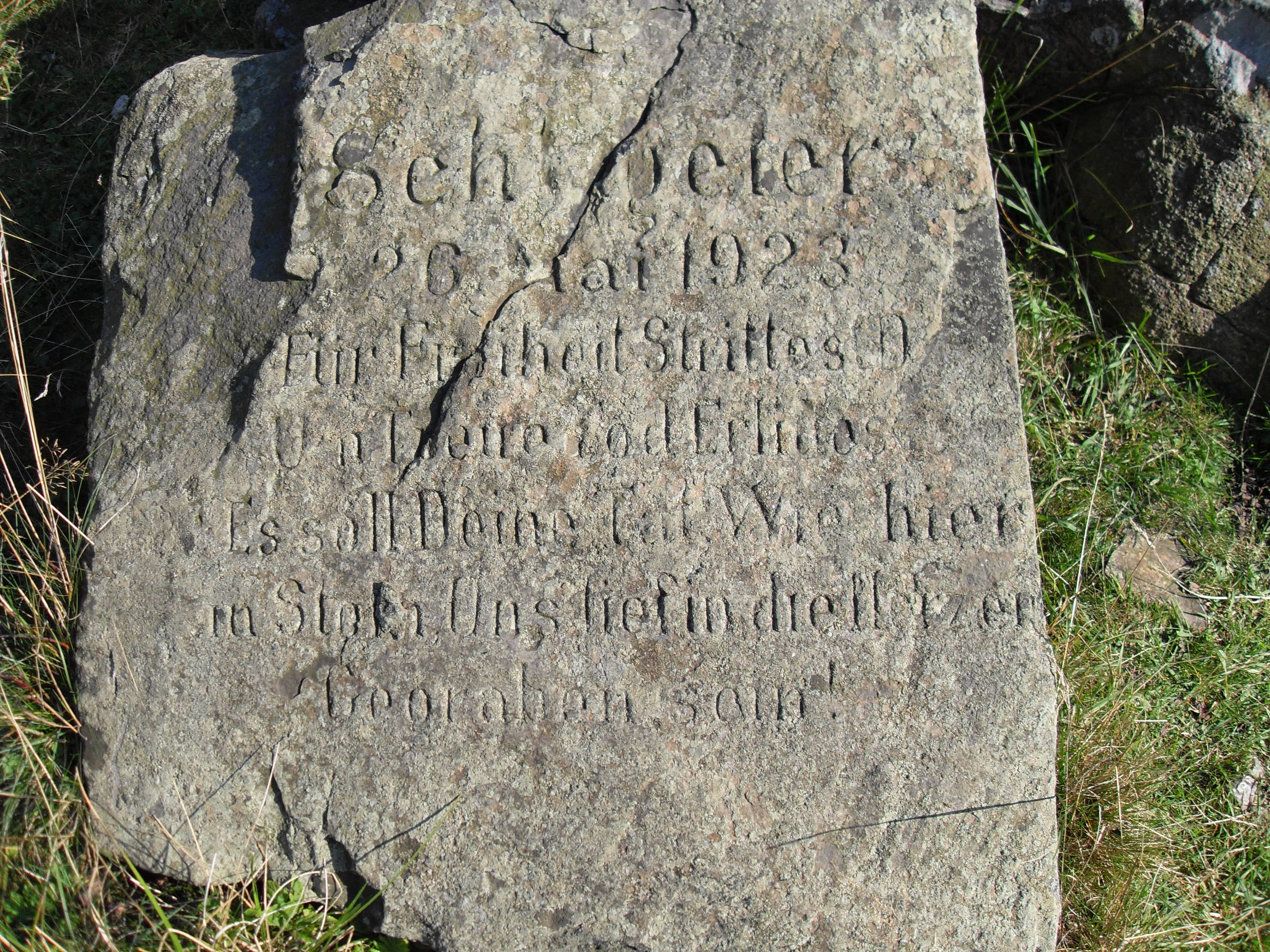
Schlageter-Stein an der Hanskühnenburg im Harz

- Schlageter-Gedenkstein in Berlin-Wilmersdorf[7]
- Schlageter-Denkmal in Billerbeck/Westfalen, 1934 eingeweiht. Nach dem Krieg Entfernung der Inschrift, im Jahr 1953 Umwidmung zum „Kriegsgefangenen-Mahnmal“. Das Denkmal besteht aus mehreren aufeinander gestapelten Findlingen. Auf dem großen unteren Stein war die Inschrift angebracht (siehe Bild).
- Schlageter-Insel im Böhme-Wald in der Böhme in Soltau mit Stein ohne Inschrift
- Schlageter-Inschrift an einem abgelegenen Steinhang im Wald bei Bremke/Göttingen. Außer Name und Düsseldorf alle Worte ausgekratzt.
- Schlageter-Denkmal im KZ Dachau, Einweihung am 26. Mai 1933[8]
- Schlageter-Denkmal in Bad Ditzenbach-Auendorf, 1986 als Beispiel aus der NS-Zeit in die Liste der historischen Kulturdenkmäler aufgenommen [Datei:Schlageter Denkmal Auendorf29042018.png]
- Schlageter-Denkmal im Liethwald am Freibad in Bad Fallingbostel, Inschrift ausgemeißelt.
- Schlageter-Denkmal auf dem Großen Seeberg bei Gotha/Thüringen. Es ist unbekannt, wer das Denkmal aus einem Sandsteinblock zirka 2 Meter × 2 Meter errichtet hat. 1945 wurde die Gedenktafel entfernt und der Stein in der Mitte gespalten. Die Steinhälften sind noch am Standort vorhanden.
- Steinernes Denkmal auf dem (bis 1945) Schlageterplatz in Habelschwerdt/Schlesien (Grafschaft Glatz), ein am westlichen Stadtrand gelegener, mit alten Laubbäumen gesäumter Platz. Ein Stein mit schlichter, dunkler, eingelassener Tafel, darauf Name und Geburts- sowie Todesjahr Schlageters, kein NS-Emblem.
- Schlecht erhaltener Schlageter-Gedenkstein an der Hanskühnenburg im Harz. Der Stein wurde 2013 vom Grundstückseigentümer (Nationalpark Harz) entfernt.
- Schlageter-Gedenkstein auf dem Hörnchen bei Kindsbach (Pfalz); westlich Bärenlochweiher; Inschrift kürzlich freigelegt
- Schlageter-Gedenkstein auf dem Ellertstein bei Kleinostheim (Unterfranken). Einweihung am 1. Juli 1933.
- Schlageter-Denkmal auf dem Kreuzberg in Lohne (Oldenburg).[9]
- Schlageter-Stein in Marienmünster, ein grabsteingroßer Stein am Hungerberg mit der Inschrift Dem deutschen Helden Schlageter.
- Schlageter-Stein in Neustettin in den Neustettiner Parkanlagen. Dieses Denkmal existiert heute nicht mehr.
- Schlageter-Stein in Nordhausen, aufgestellt im Stadtpark, am 27. Mai 1945 entfernt[10]
- Schlageter-Stein in Northeim in der Wieterstraße mit der Inschrift „Niemals vergesse – Albert Leo Schlageter – gemordet von Franzosen am 26. Mai 1923“. Errichtet anlässlich seines zehnten Todestages 1933. Inschrift 1945 entfernt, 1956 mit neuer Inschrift „Albert Leo Schlageter – geb. 12.8.1894 – gest. 26.3.1923“ versehen. 1971 auf die Wilhelmswiese oberhalb der Stadt versetzt. Er wurde 1989 auf Ratsbeschluss entfernt und anschließend „geschrotet“.[11][12]
- Schlageter-Denkmal als Holzkreuz auf dem Hauptmann-Loeper-Berg (heute Weinberg) in der Hansestadt Osterburg.
- Schlageter-Kreuz auf dem Hammerberg oberhalb Passau: errichtet 1933, bestand bis 1957, wurde in diesem Jahr ersetzt durch das Ungarn- oder Stephanskreuz zum Gedenken an den Ungarnaufstand von 1956 wegen der geografischen und historischen Nähe der Stadt zu Ungarn. (Die selige Gisela, Herzogstochter von Bayern und Witwe des heiligen Ungarnkönigs Stephan, ist in Passau begraben; das Bistum Passau reichte im Mittelalter bis nach Ungarn.)
- Schlageter-Denkmal auf dem Luhberg bei Peine-Stederdorf, 3 m hoher Findlings-Stein, initiiert 1925 vom Jungdeutschen Orden.
- Schlageter-Denkmal auf dem Weinberg bei Perleberg (Prignitz), bestehend aus einer Steinsäule mit Holzplatte, in die Name, Geburtsdatum und Todesdatum eingeschlagen sind. Das Denkmal ist in einem Wald versteckt.
- Schlageter-Stein in Plau am See am Klüschenberg, großer Findling nach 1945 dort vergraben. Der Plan, den Findling als Naturdenkmal auszugraben, scheiterte vor wenigen Jahren an Bedenken, jemand könnte sich an die einstige Widmung erinnern und eine öffentliche Diskussion um Schlageter hervorrufen.
- Schlageter-Denkmal auf dem Jakobsberg in Porta Westfalica. Erbaut um 1933/34 aber seinerzeit nicht vollendet. 1958 von der Stadt Hausberge zum Aussichtsturm mit Plattform auf dem Sockel umgebaut und für Besucher zugänglich gemacht auf 6 Meter höhe.
- Schlageter-Denkmal auf dem Letzberg in seiner Heimatstadt Schönau im Schwarzwald im Schwarzwald. Der Obelisk aus Granit wurde 1926 eingeweiht und 1937 für ein nicht fertiggestelltes größeres Denkmal abgerissen.[1] Schlageters Grab in Schönau wird zwar weiterhin gepflegt, das unvollendete Denkmal für ihn bleibt jedoch eine Ruine, ohne Infotafel.[13]
- Schlageter-Denkmal in Siegen, das am 28. Mai 1933 im Weidenauer Tiergarten anlässlich des 10. Todestags Schlageters eingeweiht werden sollte. Die Einweihung des von der regionalen Bruderschaft des Jungdeutschen Ordens erstellten Denkmals wurde aber von der Weidenauer Polizeibehörde auf höhere Weisung verboten. Die gusseiserne Plakette mit Schlageters Namen und dem Ordenskreuz wurde von den Nazis durch eine gleich große Plakette allein nur mit einem Hakenkreuz ersetzt. Die Denkmalreste wurden 1985 endgültig abgeräumt.
- Schlageter-Denkmal in St. Peter im Schwarzwald, in der Nähe der Gschwanderdobelhütte. Es liegt an einem Wanderweg und ist gut erhalten.
- Schlageter-Denkmal auf dem Höllenberg bei Visselhövede, Kreis Rotenburg/Wümme, ein zirka 4 Meter hohes Steindenkmal.[14] Das Hakenkreuz wurde durch Ausmeißeln entfernt, kurz darauf wieder nachgezeichnet.[15] Später der Schriftzug mit Zement abgedeckt, zwischenzeitlich aber wieder freigelegt.
- Schlageter-Stein in Wardböhmen bei Celle[16] (Neu-Errichtung 2012)[17]
- Schlageter-Stein in Weimar, ein am 23. Mai 1931 eingeweihtes, vom Wehrwolf-Verband aus Halle errichtetes Denkmal.

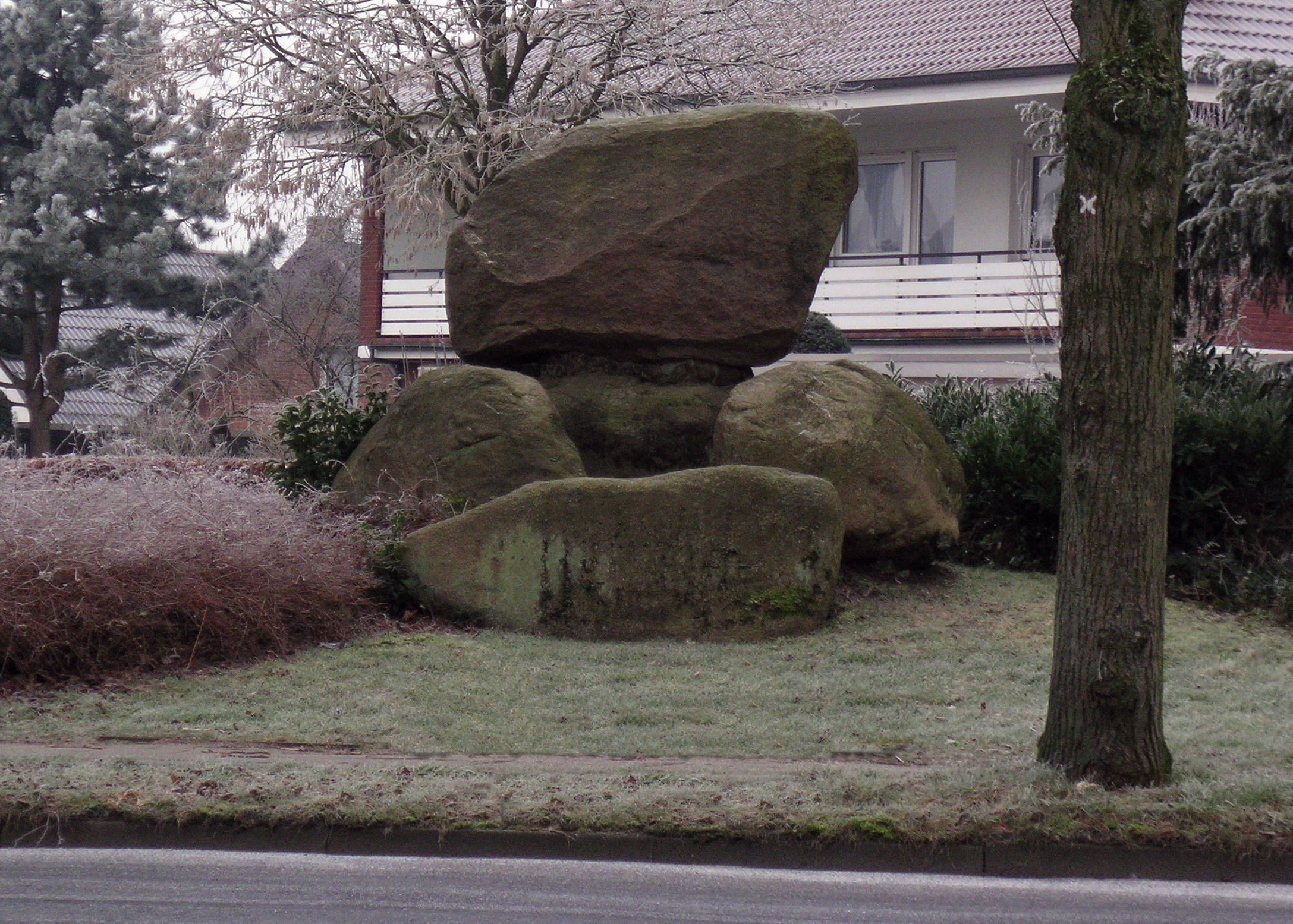
Schlageter-Denkmal in Billerbeck

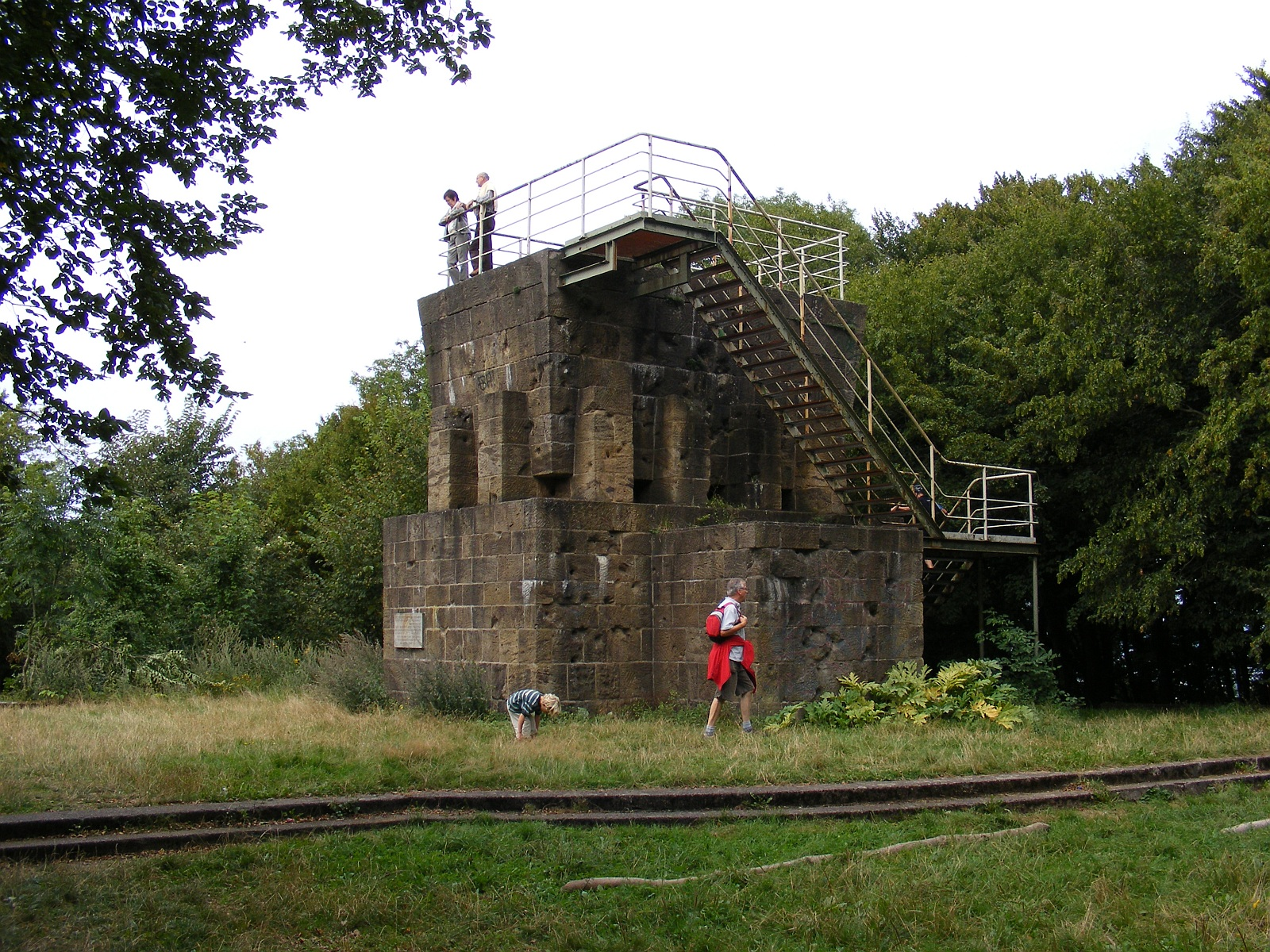
Schlageter-Denkmal auf dem Jakobsberg im Wesergebirge an der Porta Westfalica.

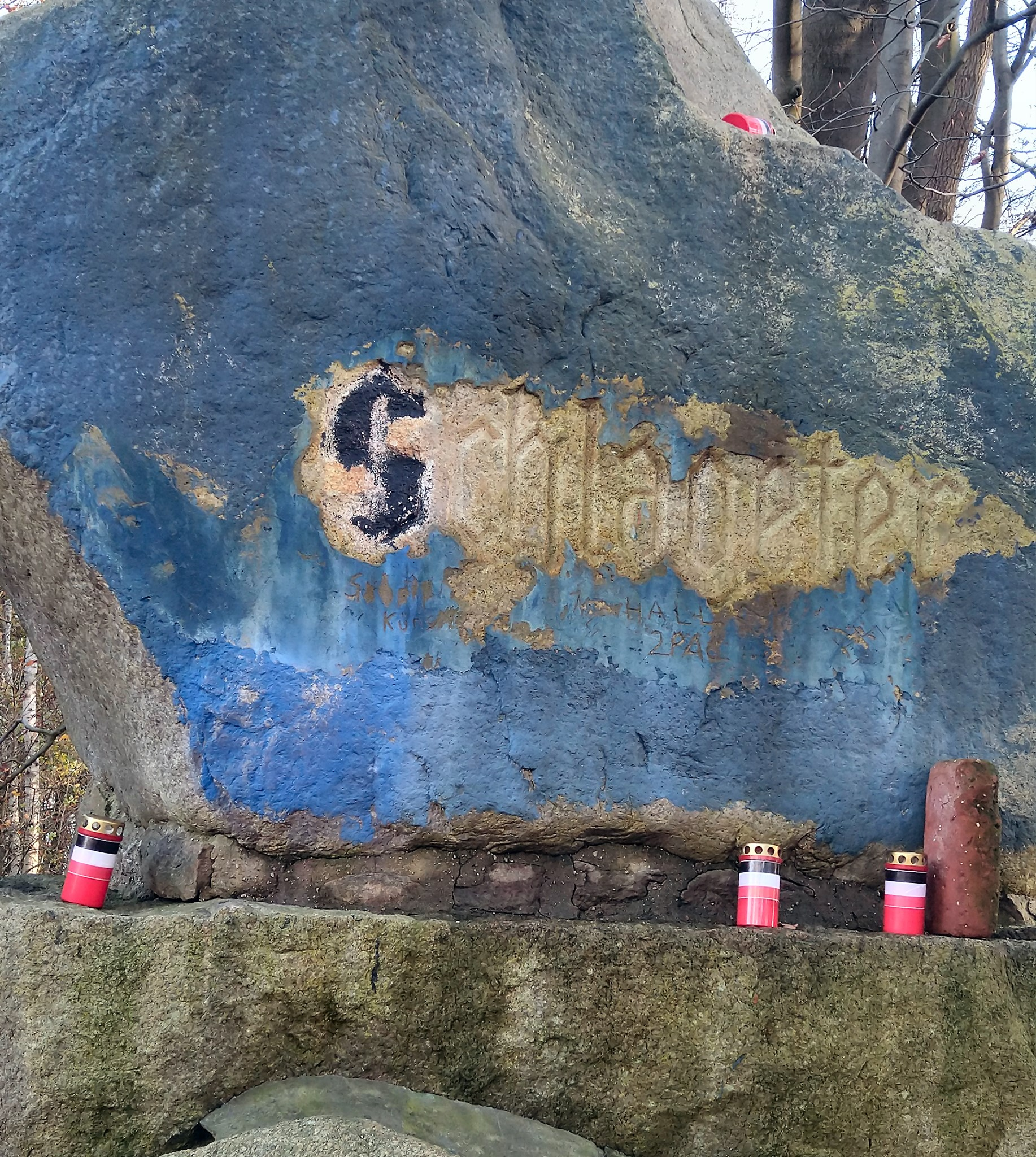
Schlageter Gedenkstein auf dem Höllenberg mit Spuren des „Heldengedenktages“ 2020.

## Namenspatenschaften

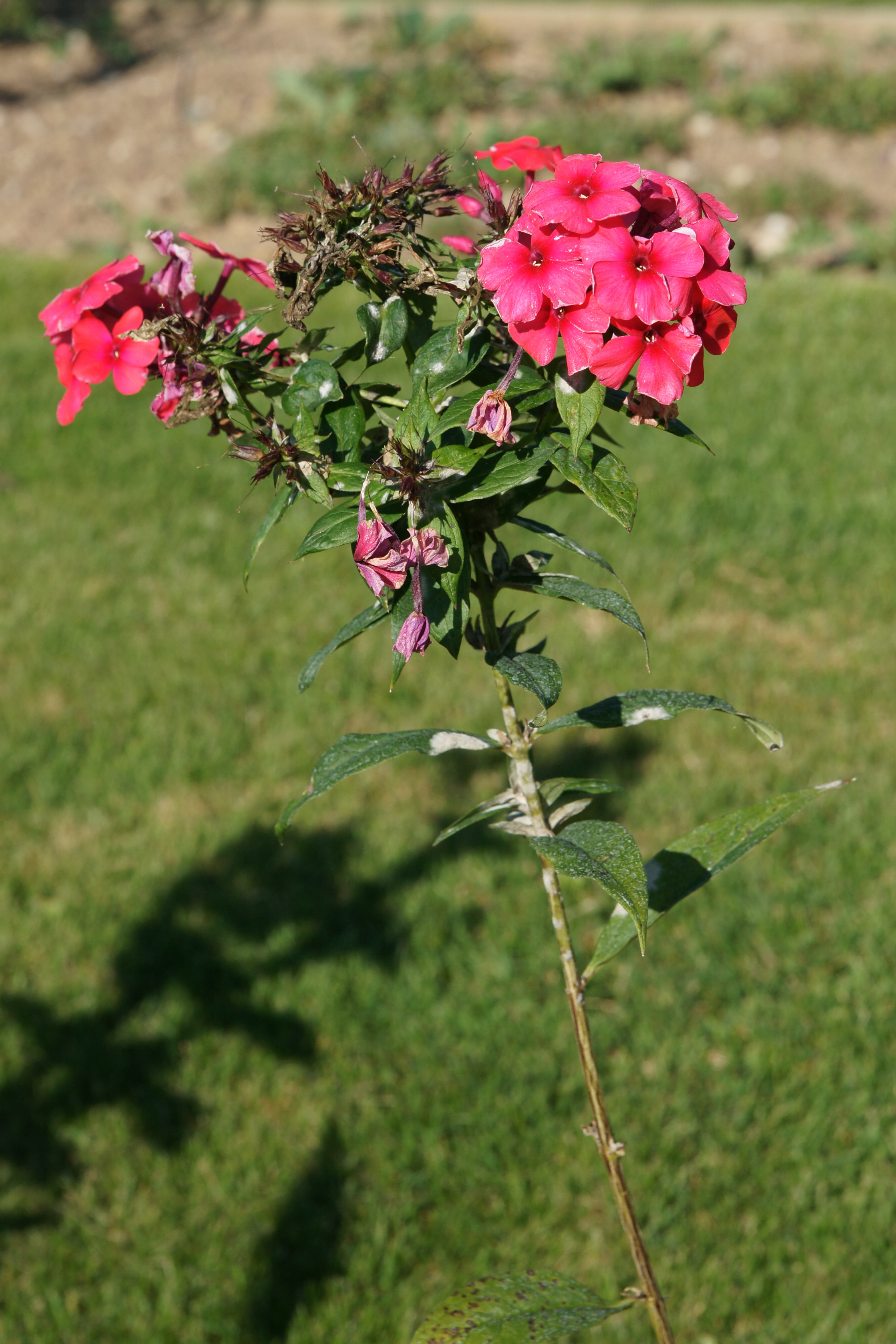
Phlox paniculata „Albert Leo Schlageter“

In der Zeit des Nationalsozialismus wurden nach Schlageter unter anderem Truppenverbände, Kasernen und Rüstungsgüter benannt:  (nach Jahren geordnet) 
- 1925: Die Züchtung einer Flammenblume, Phlox paniculata, wurde von ihrem Züchter, Georg Arends, „Leo Schlageter“ (zunächst noch ohne „Albert“), benannt.[18]
- 1932: Die erste Gauführerschule der Hitlerjugend in der Burg Campen erhielt den Namen Albert-Leo-Schlageter-Haus.
- 1933:
  - wurde der Burgplatz in Flensburg in Schlageterplatz umbenannt. Dort befand sich von 1926 bis 1974 das Kriegerdenkmal „Auf der Wacht“ für die im Ersten Weltkrieg Gefallenen des Füsilier-Regiments „Königin“ (Schleswig-Holsteinisches) Nr. 86. Das Regiment war ab den 1870er Jahren in der Duburg-Kaserne stationiert. In der Zeit des Dritten Reiches war das Denkmal auf dem Burgplatz Versammlungsort von NS-Formationen. Kurz nach der Kapitulation (1945) bekam der Platz seinen ursprünglichen Namen zurück.
  - Fürth Durch die Nationalsozialisten erhielt der östliche Teil vor dem noch bestehenden Ludwigsbahnhof den Namen „Schlageterplatz“. 1945 umbenannt in Hindenburgplatz, dann 1946 bis heute in „Fürther Freiheit“
- ca. 1934 wurde in Freiburg der Volksschule Betzenhausen (heute: Gerhart-Hauptmann-Schule) der Name „Schlageterschule“ zugeordnet.[19]
- 1935 ist im Adressbuch von Berlin die „Schlageter-Siedlung für Frontkämpfer“ zwischen Buckower Damm und Gemarkung Buckow verzeichnet, wobei als Eigentümer für die Einfamilienhäuser auf den Grundstücken 1–85 (linke Seite, ungerade) und 2–86 (rechte Seite, gerade) der Vermerk „unbenannt“ steht.[20] Der Bau der Stadtrandsiedlung war nach der Inflation von der Neuland E.G.m.b.H. mit Siedlungshäusern für Bauarbeiter begonnen worden.
- 1936:
  - Die alte Rheinbrücke zwischen Mannheim und Ludwigshafen wurde in Leo-Schlageter-Brücke umbenannt. Sie wurde im Zweiten Weltkrieg zerstört. Nachfolgerin ist die Konrad-Adenauer-Brücke.[21]
  - In Saarbrücken existierte seit 1936 eine „Schlageter-Brücke“, die im Zweiten Weltkrieg zerstört und 1946 wiederaufgebaut wurde. Anfangs trug sie den Namen „Schlageter-Brücke“ noch, mittlerweile wurde sie in Daarler Brücke umbenannt.[22]
  - Die RAD-Abteilung 4/319 in Leuscheid (Gemeinde: Windeck) erhielt den Namen Schlageter. Heute steht an gleicher Stelle das Gebäude der Freizeit- und Begegnungsstätte des Christlichen Hilfswerkes in Leuscheid.
- 1937:
  - Jagdgeschwader 234 „Schlageter“ (später Jagdgeschwader 26) der Luftwaffe
  - Schlageter-Kaserne in Freiburg im Breisgau, später umbenannt in Vauban-Kaserne
  - „Schlageter-Siedlung“, Mustersiedlung und Bauausstellung zur Reichsausstellung Schaffendes Volk
  - Kameradschaft Schlageter des NSD-Studentenbundes in München.[23]
- 1938:
  - am 11. Januar wurde die Oberrealschule in Schweidnitz in „Schlageter-Schule“ umbenannt.[24]
  - das Segelschulschiff Albert Leo Schlageter der Kriegsmarine.[25]
- 1945: im März eine aus Angehörigen des Reichsarbeitsdienstes (RAD) aufgestellte Infanterie-Division der Wehrmacht: Infanterie-Division Schlageter (RAD Nr. 1).
- Ohne Jahresangabe:
  - Das Haus der Technik in Königsberg (Pr.) wurde in Albert-Leo-Schlageter-Haus umbenannt.
  - Ebenfalls gab es an den Universitäten im deutschen Reich eine Zahl von NS-Kameradschaften, die den Namen Schlageters trugen, wie etwa in StMV Blaue Sänger in Göttingen.
  - Die Stadtteiche in Bottrop werden von einigen bis heute (meist in Unkenntnis des Namensgebers) Schlageter-Teich genannt. Erst in den letzten Jahren hat sich die offizielle Bezeichnung Stadtteiche immer mehr durchgesetzt. Die heute noch mit diesem Namen bezeichnete Schlageterinsel in dem Fluss Böhme im Böhmewald bei Soltau in Niedersachsen soll nach Albert Leo Schlageter benannt sein.
- Straßen: In vielen Orten wurden Straßen nach Albert Leo Schlageter benannt, die heute nicht mehr so heißen.
- Parks:
  - In Göppingen wurde in der Zeit des Nationalsozialismus eine noch heute existente Parkanlage nördlich des Mörike-Gymnasiums nach Albert Leo Schlageter benannt. Der kleine Park liegt im nördlichen Stadtgebiet von Göppingen, er wird nach Westen umgrenzt von der Mörikestraße, nach Süden von der Frühlingstraße, nach Osten von der Östlichen Ringstraße und wird im Norden beschlossen von der dort beginnenden Nördlichen Ringstraße. Die mitten in einem dicht bebauten Wohngebiet gelegene Parkanlage wurde später in Rathenaupark umbenannt, bezeichnet nach dem 1922 ermordeten Reichsaußenminister der Weimarer Republik, Walther Rathenau.
  - In Letmathe wurde der seit Ende 1932 im Bau befindliche Volksgarten durch einen Ratsbeschluss von Ende März 1933 in „Schlageterpark“ umbenannt. Seit 1945 heißt er wieder Volksgarten.[26]
- Schulen: Für verschiedene Schulen, wie das Realgymnasium in Duisburg, die Oberrealschule in Schopfheim, das heutige Freiherr-vom-Stein-Gymnasium in Oberhausen und das von Schlageter besuchte Gymnasium in Konstanz wurde er in der Zeit des Nationalsozialismus Namensgeber. Eine Umbenennung des Comenius-Gymnasiums (Düsseldorf-Oberkassel) in „Schlageter-Gymnasium“ war durch die Nationalsozialisten angedacht worden, dies wurde jedoch durch den damaligen Schulleiter Hans Mosler unter Verweis auf die oberste Priorität des „Endsiegs“ verhindert.[27]